# Sokszögelés
A sokszögelés vagy poligonmérés a geodézia egyik leggyakrabban alkalmazott mérési módszere. Poláris mérések egymásra épülő sorozata. Amennyiben a poláris mérés egy álláspontjából nem mérhető minden mérendő pont és a következő szükséges álláspont közelében nincs alappont, akkor a polárismérés során nemcsak a meghatározandó pontra mérünk, hanem egy következő álláspontot is. Az ilyen módon meghatározott új (kis)alapponton felállítva a teodolitot visszamérhetünk az előző álláspontra. A visszamérést tájékozó irányként felhasználva egy újabb poláris mérést indítunk el, amelyből további részletmérést lehet végezni. Ezt sokszor megismételhetjük, mindig az aktuális álláspontról meghatározva a következő álláspontot.
A sokszgeléskor sokszögvonalat vezetünk. A sokszögvonal az egymás követő álláspontokat összekötő vonal, amelynek minden töréséhez rendeltünk egy szöget és minden vonal hossza ismert. Az egyes közbenső álláspontokról tetszőleges számban mérhetünk részletpontokat. Amíg a távolságmérés mérőszalaggal vagy tachimetrálással történt, a függőleges szöget is mérni kellett, hogy a vízszintes hosszak redukálását el lehessen végezni. A teodolitra illesztett távmérők és a mérőállomások már alkalmasak arra, hogy rögtön a vízszintes távolságot rögzítsék.
A sokszögvonal sokféle lehet. Alapvetően nyílt vagy zárt vonalra osztható, aszerint, hogy a kezdő és a végpont egybeesik-e vagy sem. Csatlakozó a sokszögvonal, ha a kezdő és a végpont is ismert koordinátájú pont. Ha két különböző alappont a sokszögvonal eleje és vége, akkor kétszer kapcsolt poligonról beszélünk. A nem csatlakozó (egyszer kapcsolt) sokszögvonalak mérése annak veszélyét rejti, hogy a vonal elcsavarodik, a szögmérési hibák összeadódása a sokszögvonal végén nagy eltérést jelenthet. A csatlakozó sokszögvonal a záróhiba egyenletes ráosztásával alkalmas az elcsavarodás korrigálására. Az egyes álláspontokról – ha mód van rá – további tájékozóirányokat lehet mérni más ismert koordinátájú pontokra, ami tovább növeli a pontosságot.
Ha nem lehet ismert koordinátájú ponton kezdeni a mérést, akkor először szabadállás alkalmazásával a kezdő álláspont koordinátáit kell meghatározni, ezután vezethető a sokszögvonal. A szabadállások leggyakoribb mérési módszere a külpontos mérés, a hátra- vagy előmetszés.

## Külső hivatkozás
- map.fomi.hu/alappont a Lechner Központ alappont-adatbázisa, amelyben mindenki megjelölheti az egyes pontok állapotát, amelyekhez a sokszögelés vegezhető (crowdsourcing projekt)